# Lauterbach
Lauterbach (pronunciación en alemán: /ˈlaʊ̯tɐˌbax/ⓘ) es un municipio alemán de unos 3000 habitantes en el distrito de Rottweil en el estado federado de Baden-Wurtemberg. Está ubicado a una altitud de entre 600 y 850 m s. n. m. al borde oriental de la Selva Negra Media.